# Борки (Ивацевичский район)
Борки (белор. Боркi; трансліт.: Borki)  — деревня в Ивацевичском районе Брестской области. Входит в состав Яглевичского сельсовета. Население — 73 человека (2019). 

## История
Согласно предвоенной переписи, в деревне жило 515 человек в 102 дворах.
В марте 1943 г. во время облавы партизаны отряда "Советская Белоруссия" напали на карателей и разгромили их.
Во время Великой Отечественной войны в деревне было сожжено 90 домов, убито 57 человек. 
До 24 августа 2022 года входила в состав Подстаринского сельсовета.  

## Население
По состоянию на 2021 год насчитывается 77 человек, 46 хозяйств.

## Инфраструктура
Работает автолавка